# 竹田益州
竹田 益州（たけだ えきじゅう、1896年（明治29年）- 1989年（平成元年）6月20日）は、昭和を代表する臨済宗の禅僧。俗姓は最初は土田で、のち竹田と改姓。法諱は宗進、道号は益川。室号は金剛窟。大分県西国東郡上真玉村（現・豊後高田市）出身。1954年から1989年まで臨済宗建仁寺派管長を務めた。

## 生涯

### 出生から得度まで
1896年(明治29年)7月10日、大分県西国東郡上真玉村（現・豊後高田市）で、土田忠米と妻ウメの三男として出生。進と名付けられる。父は漢籍を好み、村の寺小屋で教えていた。
1902年(明治35年)、矢野要平家の養子となる。翌年、上伊美尋常小学校に入学したが、1904年(明治37年)には養子先の主人が日露戦争出征のため、矢野家を出た。
1905年(明治38年)9歳の時、上伊美村字千燈台、天台宗千燈寺の小僧となるも数ヶ月で去る。尋常小学校3年の時、近くの施恩寺という禅寺に5、6日滞在したことが出家の因縁となり、母が施恩寺恵文和尚に頼み、1906年(明治39年)2月16日、滋賀県大津市本堅田の大徳寺派祥瑞寺に入寺。翌1907年（明治40年）、11歳で大友宗忠師に就いて得度、厳しい禅寺生活に入る。

### 祥瑞寺時代 建仁僧堂 瑞祥寺住職
堅田の尋常小学校と尋常高等小学校を卒業して、1911年(明治44年)5月に大徳寺山内にあった京都紫野連合般若林に入学し、四年間の寮生活を送った。同窓に梶浦逸外(後の妙心寺派管長)・林恵鏡(後の東福寺派管長)がいた。
1915年(大正4年)4月に京都紫野連合般若林を卒業、5月8日に建仁僧堂に掛搭し竹田黙雷(左辺亭。臨済宗建仁寺派管長)の鉄鎚を受ける。
1918年(大正7年)に堅田の祥瑞寺住職となる。
1919年(大正8年)4月30日、祥瑞寺大火。火事の原因は益州の火の不始末によるものであった。それが原因で同年秋には建仁僧堂に再掛搭した。

### 建仁僧堂に再掛搭から建仁僧堂師家になるまで
建仁僧堂では1928年(昭和3年)に竹田頴川が僧堂師家となり、1930年(昭和5年)11月15日には厳しく指導を受けた竹田黙雷が遷化した。
翌翌年、建仁僧堂を暫暇して堅田祥瑞寺に戻る。そして1933年(昭和8年)に念願であった瑞祥寺を落慶させた。同年の11月には、通参していた古渡庵・竹田潁川より印可を受けた。
その後、禅門高等学院教授、臨済宗大徳寺派大仙院住職、大徳寺執事長を歴任した。
そして1945年(昭和20年)9月9日に竹田潁川が遷化したことにより、同年11月9日に建仁僧堂師家となる。
1953年(昭和28年)には別格地高台寺兼任住職となる。

### 建仁寺派管長時代から遷化まて
1954年(昭和29年)4月1日、臨済宗建仁寺派管長に就任。1964年(昭和39年)4月には建仁寺開山千光国師(栄西禅師)750年遠諱厳修。1965年(昭和40年)4月には鳴滝の妙光寺兼任住職となり、12月には広島の神勝寺の勧請開山となる。
1980年(昭和55年)5月10日、建仁僧堂師家を法嗣の湊素堂に譲り、管長職に専念する。
1981年(昭和56年)11月16日、日中友好臨黄協会派遣「第二次代表訪中団」の団長として訪中する。
1983年(昭和58年)10月19日、建仁寺方丈で米寿祝賀会が開催され、竹田益州画帖「落草餘事」が記念出版された。
1989年(平成元年)6月20日午後3時12分、京都第一赤十字病院で遷化。6月22日、建仁僧堂の霊洞院で密葬。9月28日、建仁寺の法堂にて本山葬、津送。世寿94

。

## 臨済宗青年僧の会機関紙『不二』で老師の垂誡
「忍辱精進」
私はよく『忍』の字を書きます。
私は、九州は国東半島の百姓の三男として生まれ、随分貧しい幼少を過ごしました。丁度、日露戦争のさなか、十一才の時、或る因縁で、近江は堅田の大徳寺派祥瑞寺に小僧として出家したのです。この寺は、かの一休禅師も二十歳頃に住まわれた格式の高い寺で、境内も七反という立派なものでしたが、檀家はごく少なく、葬式や法事は当然少なく、今迄の貧しかった生活に輪をかけて、小僧修行の厳しい日が続きました。
その後、十六才の時、京都に出て大徳寺境内の般若林の学生になり、勉学に励みました。この頃も、郷里から何も送ってばこないし、随分ひもじい生活でした。もっと勉強したかったが、学資の都合で進学は叶わず、二十才の春、建仁僧堂に掛塔しました。僧堂では、鞋資が月に三十五銭か五十銭もらえましたし、お粥や何かは食べれましたから、むしろ、家より楽だと思ったこともあります。
そんなこんなで、今迄、教えられてはいたけれどわからなかった「忍辱精進」ということが、だんだん、実地に有難く思うようになっていきました。辛抱はしなければいかんと思います。
「忍の徳たること持戒、苦行も及ぶこと能わざる所、能く忍を行ずる者、乃ち名づけて有力の大人と為すべし」という遺教経のことばにあるとおりだと思い、このような心がジワジワと理解できるようになっていったのです。
或る時、默雷老師に「忍」の字の揮毫を頼みますと、何故か忍の字を書かず、「刻苦光明必盛大也」という八字を書いて下さいました。ここの默雷老師の下で、十七年間、辛抱しました。以上一部抜粋
。

## 愛弟子の法嗣　湊素堂(建仁寺派管長)の談
師匠について次の様にのべられています。
堅田の一休禅師縁の名刹大徳寺派・祥瑞寺住職となられた。しかしその翌年の春、境内掃除の後の不始末から伽藍を全部焼失。懺悔の生活が老師を再び建仁僧堂へと再行脚せしめたのである。
しかし僧堂での明け暮れは殊の外厳しく、黙雷老師から徹底的に嫌われて、老師の身辺に近寄せてもらえなかったそうである。・・・途中略・・
その黙雷老師が末期の病床に呼んで、「よう辛抱した、亡き後は後任古渡庵老師をよく補佐してもらいたい・・・」とおっしゃった。その時は流れ落ちる涙がとまらなかったそうである。

## 法嗣弟子
- 湊素堂 (臨済宗建長寺派管長その後臨済宗建仁寺派管長　生没1912～2006)
- 篠原大雄 (臨済宗永源寺派管長　生1939～2011)
- 吉田正道 (臨済宗建長寺派管長　生1940～)
- 立花光宗 (臨済宗妙心寺派養賢僧堂師家　生没1909～1972)
- 松尾太年 (臨済宗円覚寺派管長　生没1904～1980)
- 小池心叟 (臨済会初代会長　臨済宗東京白山道場師家　生没1914～1996)

## 著書
- 『栄西禅師と建仁寺』 ぎょうせい 1981年
- 『落草餘事』 建仁寺 1983年